# Плотыча (Белецкая сельская община)

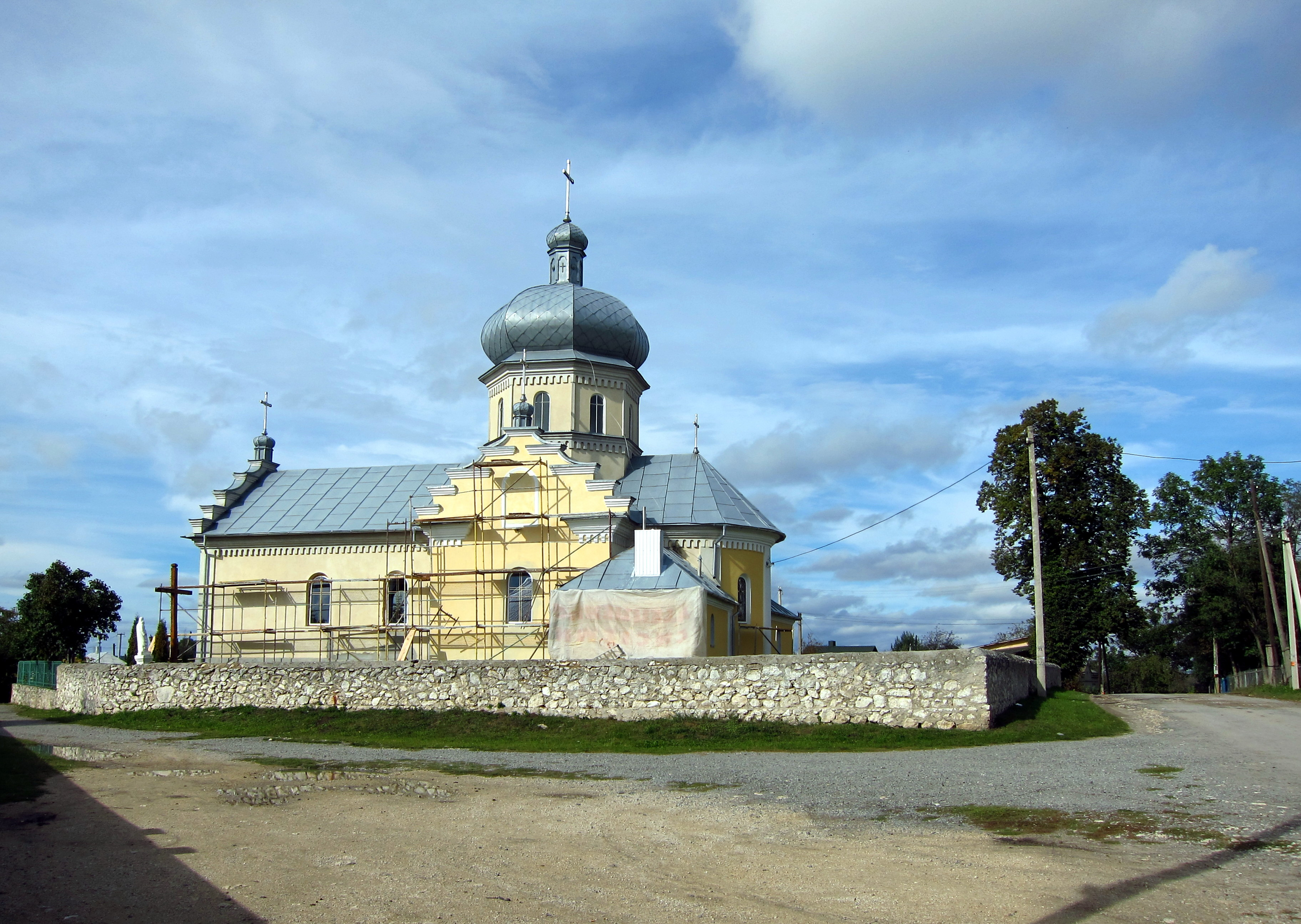
Церковь Успения Пресвятой Богородицы (1900 г.)

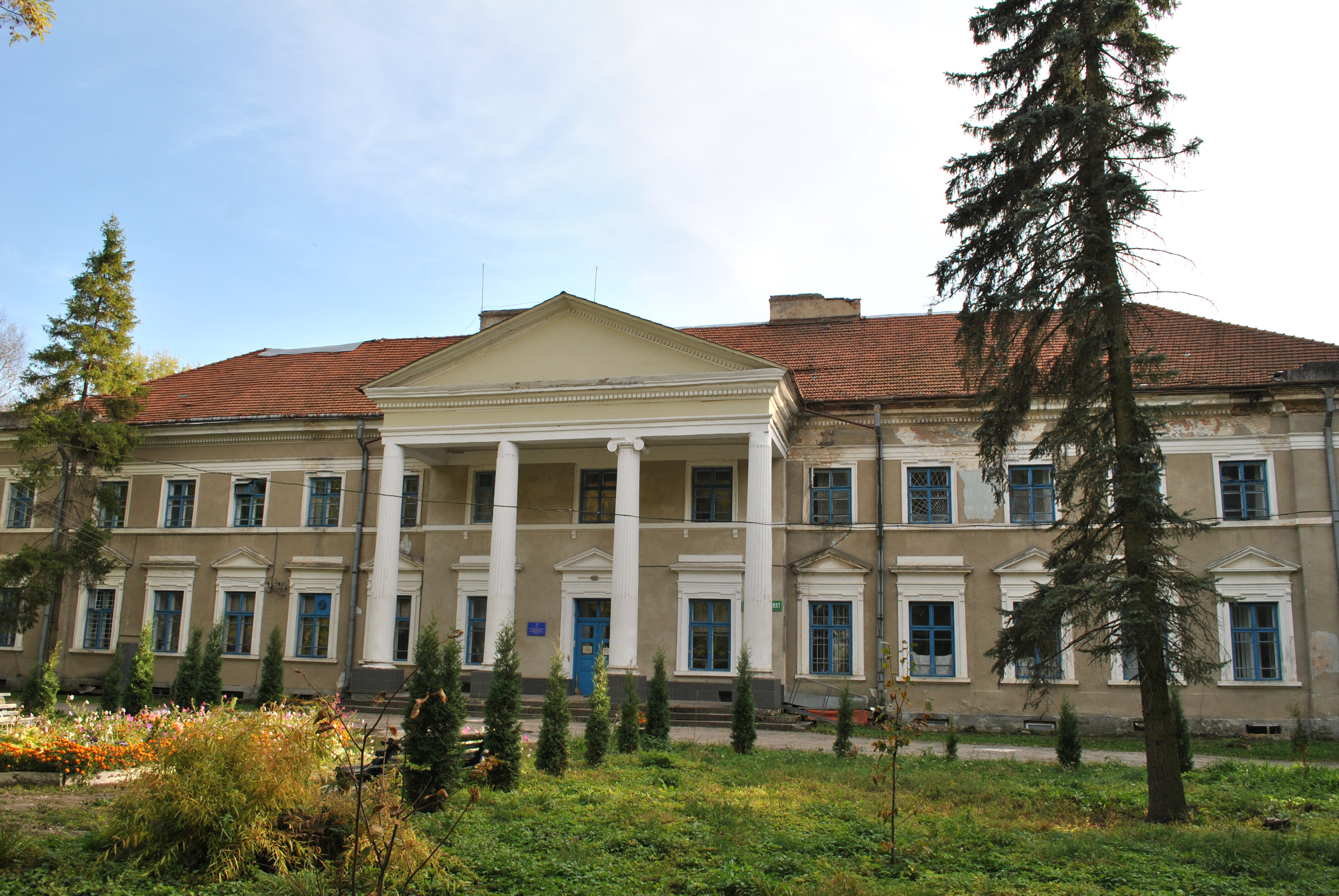
дворец Корытовских (1720 г.)

Плотыча (укр. Плотича) — село в Белецкой сельской общине Тернопольского района Тернопольской области Украины. Расположено на реке Серет, на севере района. Центр сельсовета.
Население по переписи 2001 года составляло 1271 человек. Почтовый индекс — 47704. Телефонный код — 352.
В селе есть памятник природы — Плотицкий парк.